# Zapasy na Letnich Igrzyskach Olimpijskich 1960 – kategoria do 57 kg w stylu klasycznym
Zmagania mężczyzn do 57 kg to jedna z ośmiu męskich konkurencji w zapasach w stylu klasycznym rozgrywanych podczas Letnich Igrzysk Olimpijskich 1960. Pojedynki w tej kategorii wagowej odbyły się w dniach 26 – 31 sierpnia.
Punktacja opierała się na systemie „złych punktów karnych”. Zwycięzca otrzymywał zero punktów za wygraną przez „tusz” (łopatki), a jeden punkt za wygraną na punkty. Dwa punkty przyznawano zawodnikom za remis. Za porażkę na punkty zawodnik otrzymywał trzy punkty, a za przegraną na łopatki przyznawano 4 punkty karne. Uzyskanie sześciu lub więcej punktów eliminowało zapaśnika z turnieju. Najlepsza trójka walczyła w rundzie finałowej. 

## Klasyfikacja[1]
| Pozycja | Nazwisko             | Kraj              |
| ------- | -------------------- | ----------------- |
| 1       | Oleg Karawajew       | ZSRR              |
| 2       | Ion Cernea           | Rumunia           |
| 3       | Dinko Petrow         | Bułgaria          |
| 4       | Edvin Vesterby       | Szwecja           |
| 5       | Jiří Švec            | Czechosłowacja    |
| 5       | Yaşar Yılmaz         | Turcja            |
| 7       | Masamitsu Ichiguchi  | Japonia           |
| 8       | Bernard Knitter      | Polska            |
| 9       | Michel Nakouzi       | Liban             |
| 9       | Gilberto Gramellini  | Włochy            |
| 11      | Imre Hódos           | Węgry             |
| 12      | Stipan Dora          | Jugosławia        |
| 13      | Gilbert Dubier       | Francja           |
| 13      | Loek Alflen          | Holandia          |
| 13      | Ewald Tauer          | Niemcy            |
| 13      | Franz Brunner        | Austria           |
| 17      | Richard Debrunner    | Szwajcaria        |
| 17      | Reino Tuominen       | Finlandia         |
| 17      | Kamal as-Sajjid Ali  | ZRA               |
| 17      | Ali Bani Hashemi     | Iran              |
| 17      | Michail Teodoropulos | Grecja            |
| 17      | Orlando Gonçalves    | Portugalia        |
| 23      | John Tveiten         | Norwegia          |
| 23      | Aimé Verhoeven       | Belgia            |
| 25      | Michel Ben Akoun     | Maroko            |
| 25      | Larry Lauchle        | Stany Zjednoczone |
| 27      | Santiago Cañete      | Hiszpania         |
| 28      | François Schlechter  | Luksemburg        |

## Wyniki

### Pierwsza runda[2]
| Zwycięzca           | Punkty karne | Wynik     | Przegrany            | Punkty karne |
| ------------------- | ------------ | --------- | -------------------- | ------------ |
| Ion Cernea          | 0            | Łopatki   | Michel Ben Akoun     | 4            |
| Imre Hódos          | 0            | Łopatki   | Loek Alflen          | 4            |
| Masamitsu Ichiguchi | 0            | Łopatki   | Larry Lauchle        | 4            |
| Oleg Karawajew      | 0            | Łopatki   | John Tveiten         | 4            |
| Dinko Petrow        | 0            | Łopatki   | François Schlechter  | 4            |
| Gilberto Gramellini | 1            | Na punkty | Bernard Knitter      | 3            |
| Yaşar Yılmaz        | 1            | Na punkty | Kamal as-Sajjid Ali  | 3            |
| Gilbert Dubier      | 1            | Na punkty | Ewald Tauer          | 3            |
| Stipan Dora         | 1            | Na punkty | Aimé Verhoeven       | 3            |
| Jiří Švec           | 1            | Na punkty | Ali Bani Hashemi     | 3            |
| Franz Brunner       | 1            | Na punkty | Michail Teodoropulos | 3            |
| Edvin Vesterby      | 1            | Na punkty | Orlando Gonçalves    | 3            |
| Michel Nakouzi      | 1            | Na punkty | Santiago Cañete      | 3            |
| Richard Debrunner   | 2            | Remis     | Reino Tuominen       | 2            |

### Druga runda[3]
| Zwycięzca           | Punkty karne | Wynik       | Przegrany            | Punkty karne |
| ------------------- | ------------ | ----------- | -------------------- | ------------ |
| Loek Alflen         | 4            | Łopatki     | Michel Ben Akoun     | 8            |
| Gilberto Gramellini | 1            | Łopatki     | Richard Debrunner    | 6            |
| Bernard Knitter     | 3            | Łopatki     | Reino Tuominen       | 6            |
| Yaşar Yılmaz        | 1            | Łopatki     | Larry Lauchle        | 8            |
| Oleg Karawajew      | 0            | Łopatki     | Aimé Verhoeven       | 7            |
| Masamitsu Ichiguchi | 1            | Na punkty   | Kamal as-Sajjid Ali  | 6            |
| Michel Nakouzi      | 2            | Na punkty   | Gilbert Dubier       | 4            |
| Ewald Tauer         | 4            | Na punkty   | John Tveiten         | 7            |
| Stipan Dora         | 2            | Na punkty   | Ali Bani Hashemi     | 6            |
| Jiří Švec           | 2            | Na punkty   | Michail Teodoropulos | 6            |
| Edvin Vesterby      | 2            | Na punkty   | Franz Brunner        | 4            |
| Dinko Petrow        | 1            | Na punkty   | Orlando Gonçalves    | 6            |
| Ion Cernea          | 2            | Remis       | Imre Hódos           | 2            |
|                     |              | Wycofał się | Santiago Cañete      | 8            |
|                     |              | Wycofał się | François Schlechter  | 8            |

### Trzecia runda[4]
| Zwycięzca           | Punkty karne | Wynik     | Przegrany       | Punkty karne |
| ------------------- | ------------ | --------- | --------------- | ------------ |
| Ion Cernea          | 3            | Na punkty | Loek Alflen     | 7            |
| Gilberto Gramellini | 3            | Remis     | Imre Hódos      | 4            |
| Masamitsu Ichiguchi | 3            | Remis     | Bernard Knitter | 5            |
| Yaşar Yılmaz        | 2            | Na punkty | Gilbert Dubier  | 7            |
| Michel Nakouzi      | 3            | Na punkty | Ewald Tauer     | 7            |
| Oleg Karawajew      | 1            | Na punkty | Stipan Dora     | 5            |
| Jiří Švec           | 3            | Na punkty | Franz Brunner   | 7            |
| Dinko Petrow        | 2            | Na punkty | Edvin Vesterby  | 5            |

### Czwarta runda[5]
| Zwycięzca           | Punkty karne | Wynik       | Przegrany           | Punkty karne |
| ------------------- | ------------ | ----------- | ------------------- | ------------ |
| Ion Cernea          | 4            | Na punkty   | Gilberto Gramellini | 6            |
| Bernard Knitter     | 5            | Wycofał się | Imre Hódos          | 8            |
| Masamitsu Ichiguchi | 4            | Na punkty   | Yaşar Yılmaz        | 5            |
| Oleg Karawajew      | 2            | Na punkty   | Michel Nakouzi      | 6            |
| Edvin Vesterby      | 5            | Łopatki     | Stipan Dora         | 9            |
| Jiří Švec           | 5            | Remis       | Dinko Petrow        | 4            |

### Piąta runda[6]
| Zwycięzca      | Punkty karne | Wynik     | Przegrany           | Punkty karne |
| -------------- | ------------ | --------- | ------------------- | ------------ |
| Ion Cernea     | 5            | Na punkty | Bernard Knitter     | 8            |
| Oleg Karawajew | 2            | Łopatki   | Masamitsu Ichiguchi | 8            |
| Dinko Petrow   | 6            | Remis     | Yaşar Yılmaz        | 7            |
| Jiří Švec      | 7            | Remis     | Edvin Vesterby      | 7            |

### Szósta runda[7]
| Zwycięzca      | Wynik     | Przegrany  |
| -------------- | --------- | ---------- |
| Oleg Karawajew | Na punkty | Ion Cernea |